# Dress You Up
"Dress You Up" je četvrti singl američke pjevačice Madonne s drugog studijskog albuma Like a Virgin. Kao singl je izdan 24. srpnja 1985. pod Sire Recordsom. Pjesma je 2009. zbog traženja obožavatelja, bila uvrštena na kompilaciju najvećih hitova Celebration.

## O pjesmi
Ova pjesma govori o metafori između mode i seksa. Madonna pjeva o odjeći kojom želi obući muškarca, i to zbog zadovoljstva što će staviti ruke na njegovo tijelo. Pjeva i da će napraviti poseban izgled za njenog ljubavnika. Govori i o tome kako će njezinog muškarca obući poljubcima i da će osjetiti svilenkasti dodir koji ga miluje.
Pjesma je pobudila interes javnosti zbog teksta.
Iako je pjesma bila uspješna na ljestvicama, a publika ju je volila, nije bila uključena na prvu kompilaciju najvećih hitova The Immaculate Collection. U časopisu Q su Madonnini obožavatelji smjestili pjesmu na 8. mjesto njima najdražih Madonninih pjesama. Zbog velike popularnosti pjesme, "Dress You Up" je uvrštena na Madonninu kompilaciju najvećih hitova iz 2009. Celebration.

## Uspjeh pjesme
"Dress You Up" je dospio na 5. mjesto u Ujedinjenom Kraljevstvu tijekom božičnih praznika 1985. U Australiji je pjesma također dospjela na 5. poziciju i bila Madonnin šesti Top 10 singl 1985. godine.
Pjesma je na Billboardovoj Hot 100 ljestvici dospjela na 5. mjesto. Za pjesmu je osvojila MTV-jevu nagradu za najbolju koreografiju u videu.

## Glazbeni video
Iako nije snimljen video za pjesmu, u svrhu promocije singla se koristila snimka izvedbe s Live – The Virgin Tour iz Detroita. Video je nominiran za MTV-jeve nagrade u tri kategorije.

## Live izvedbe
Do sada je Madonna izvela pjesmu na 3 svoje turneje: 1985. The Virgin Tour, 1987. Who's That Girl Tour i 2009. na Sticky & Sweet Tour.
Madonna je ponovno prigrlila pjesmu zadnjih godina. Prvo se pjesma trebala naći na Re-Invention Tour, ali kako je Madonni bilo teško naučiti svirati pjesmu na gitari, umjesto nje je odabrala "Material Girl". Pjesma je našla svoje malo mjesto i na Confessions Tour gdje se našla u interludiju s još tri Madonnine stare pjesme kao uvod u pjesmu "Music Inferno". I za vrijeme Sticky & Sweet Tour 2008. se pjesma izvodila četiri puta na zahtjev publike, a sljedeće godine je pjesmu uvrstila na popis pjesama na koncertu.

## Službene inačice
- Album Version (4:01)
- Celebration Version (4:02)
- The 12" Formal Mix (6:12)
- The Casual Instrumental Mix (4:38)
- Remix Edit (3:45)
- Live Video Version (5:41) (Virgin Tour VHS)
- Re-Invention Tour Studio Version (3:44)

## Na ljestvicama
| Ljestvica (1985)                     | Pozicija |
| ------------------------------------ | -------- |
| Australija                           | 5        |
| Nizozemska                           | 5        |
| Irska                                | 3        |
| Europa                               | 6        |
| Francuska                            | 18       |
| Južnoafrička Republika               | 3        |
| Španjolska                           | 11       |
| Švicarska                            | 20       |
| Ujedinjeno Kraljevstvo               | 5        |
| SAD Billboard Hot 100                | 5        |
| SAD Billboard Hot Adult Contemporary | 32       |
| SAD Billboard Hot Dance Club Play    | 3        |
| SAD Billboard Hot R&B/Hip-Hop Songs  | 64       |
| SAD ARC Weekly Top 40                | 3        |